# Шахтное
Ша́хтное (укр. Ша́хтне) — посёлок, расположенный в Донецкой области (Украина). Контролируется самопровозглашённой Донецкой Народной Республикой.
Административно посёлок подчинён Троицко-Харцызскому поселковому совету, который, в свою очередь, находится под управлением Харцызского городского совета.

## География
Находится в 2 км к югу от г. Зугрэс, расположен от него ниже по течению реки Крынки.

#### Соседние населённые пункты по странам света
С: город Зугрэс
СВ: Цупки
В: Певчее
СЗ: Водобуд, Николаевка (ниже по течению Крынки), Золотарёвка, Дубовка
З: Новопелагеевка, Войково
ЮЗ:  Широкое, Фёдоровка, город Иловайск
ЮВ: Русско-Орловка
Ю: Троицко-Харцызск  

## Общая информация
С 1957 года — посёлок городского типа.
Градообразующим предприятием для посёлка является шахта № 39, организованная в конце 1950-х годов для промышленной разработки месторождений каменного угля.
В январе 1989 года численность населения составляла 1005 человек.
К 2010 году шахта № 39 прекратила деятельность, технологические и управленческие постройки, а также шахтное оборудование полностью демонтированы.
По состоянию на 1 января 2013 года численность населения составляла 829 человек.
С весны 2014 года — в составе Донецкой Народной Республики.